# Gabo Lewin
Gabriel „Gabo“ Lewin (* 21. Dezember 1906 in Berlin; † 14. Februar 1995 ebenda) war ein deutscher Politiker und Funktionär der Kommunistischen Partei Deutschlands und später der SED, der unter anderem zwischen 1934 und 1935 Vorsitzender des Kommunistischen Jugendverbands Deutschlands (KJVD) war. In der DDR fungierte er als Sektorleiter der Westabteilung des ZK der SED.

## Leben
Gabriel „Gabo“ Lewin, Sohn einer jüdisch-kleinbürgerlichen Familie, absolvierte nach eines Gymnasiums eine kaufmännische Berufsausbildung und wurde 1924 Mitglied der Kommunistischen Jugend Deutschlands sowie 1926 Mitglied der Kommunistischen Partei Deutschlands (KPD). Daraufhin wurde er Funktionär im Unterbezirk Berlin-Lichtenberg und im Herbst 1932 Mitglied des Zentralkomitees (ZK) des aus dem KJD hervor gegangenen Kommunistischen Jugendverbands Deutschlands (KJVD) an. Am 5. März 1932 heiratete er die deutsch-österreichische spätere Widerstandskämpferin gegen die nationalsozialistische Diktatur in Deutschland, Fluchthelferin im Zweiten Weltkrieg Lisa Fittko und spätere Ehefrau von Hans Fittko. Er kandidierte am 5. März 1933 erfolgreich bei den Wahlen zum Preußischen Landtag, konnte aber sein Mandat nicht annehmen, da die Zuteilung von Sitzen der KPD aufgrund des Gleichschaltungsgesetzes vom 31. März 1933 (Reichsgesetzblatt I, S. 153) unwirksam und damit sämtlichen Abgeordneten der KPD noch vor Amtsantritt das Mandat aberkannt wurde.
1934 emigrierte Lewin 1934 in die Niederlande und wurde nach der Verhaftung von Fritz Große im August 1934 Vorsitzender des illegalen KJVD. Im Februar 1935 wurde er in Amsterdam inhaftiert und nach Belgien ausgewiesen, woraufhin er im September 1935 in die Sowjetunion emigrierte. Da er ein Anhänger von Fritz Schulte war, wurde er 1935 als Vorsitzender des KJVD durch Walter Hähnel abgelöst. Daraufhin arbeitete er als Redakteur der Deutschen Zentral-Zeitung (DZZ), eine in der UdSSR in deutscher Sprache von 1926 bis 1939 erscheinende und von verschiedenen Gliederungen der KPdSU herausgegebene, gesellschaftspolitische Zeitung. 1938 vom Volkskommissariat für innere Angelegenheiten (NKWD) verhaftet und wegen »konterrevolutionärer Tätigkeit« zu zehn Jahren Haft verurteilt. Er überlebte bis 1953 verschiedene Arbeitslager wie das Gulag Kolyma und wurde aufgrund einer schweren Krankheit in die Kasachische Sozialistische Sowjetrepublik zwangsangesiedelt, wo er bis 1955 als Deutschlehrer arbeitete. 
Am 16. April 1955 durch das Militärkollegium des Obersten Gerichtshofes der UdSSR „rehabilitiert“, woraufhin er im Mai in die DDR ausreisen konnte. Er begann daraufhin eine Tätigkeit als Mitarbeiter beim Staatlichen Rundfunkkomitee beziehungsweise beim „Neuen Deutschland“ (ND), von 1946 bis 1989 das Zentralorgan der SED. Später fungierte er als Sektorleiter der Westabteilung des ZK der SED und war Mitglied der Zentralen Kommission zur Betreuung alter verdienter Parteimitglieder. Er erhielt für seine Verdienste unter anderem die Verdienstmedaille der DDR, den Vaterländischen Verdienstorden in Silber
die Artur-Becker-Medaille der FDJ in Gold, den Orden Banner der Arbeit, den Vaterländischen Verdienstorden in Gold und den Karl-Marx-Orden.

## Veröffentlichungen
- Die nationale Notwendigkeit, in: Neues Deutschland vom 12. Januar 1960 (Onlineversion (Auszug))
- Die nationalen Grundfragen und die SPD. Bemerkungen zur heutigen Debatte im Bonner Bundestag, Mitautor Max Spangenberg, in: Neues Deutschland vom 30. Juni 1960 (Onlineversion (Auszug))
- Kampf um Friedensvertrag – Hauptaufgabe der westdeutschen Gewerkschaften. Einige Lehren aus dem 4. Gewerkschaftstag der Gewerkschaft ÖTV, in: Neues Deutschland vom 20. Juli 1961, S. 5 (Onlineversion (Auszug))